# 梅塞尔马里诺堡
梅塞尔马里诺堡是意大利阿布鲁佐大区基耶蒂省的一个镇。總面積47平方公里，人口1966人，人口密度41.8人/平方公里（2009年）。ISTAT代碼為069020。